# My Hometown
My Hometown (englisch für ‚Mein Heimatort‘) ist ein kanadischer animierter Kurzfilm von Terry Tompkins und Jerry Levitan aus dem Jahr 2011.

## Handlung
Die Erzählerin fragt, ob du weißt, was deine Heimatstadt ist. Die Heimatstadt ist der Ort, den man sich wählt, so solle man die Stadt, die man sich als Heimatstadt wählt, einfach mit einem Pin markieren, ihr einen Namen geben und versuchen, mehr über die Stadt, ihre Menschen, ihre Vergangenheit und Probleme zu erfahren und verbesserungswürdige Dinge – kaputte Häuser, Müll, traurige Kinder – in seinen Gedanken verbessern, bis die Menschen fröhlicher werden. Man soll sich um seine Heimatstadt kümmern, auch gemeinsam mit Freunden, die einen dabei unterstützen können. Irgendwann, so hofft die Erzählerin, werde man wissen, dass jede Stadt die Heimatstadt irgendeines Menschen auf der Welt ist.
Begleitet werden die Ausführungen unter anderem durch Szenen von Kindern in Afrika, die aus in der Luft wirbelnden Polaroids eines herausgreifen, woraufhin die Szene zu den auf dem Polaroid abgebildeten Kindern umschaltet, die auf einem Zugdach liegend durch die Welt fahren. Weitere Szenen zeigen einen bebrillten Jungen, der sich seine Heimatstadt über Fotos zusammenstellt, denen er Wörter wie „Liebe“ und „Frieden“ zuordnet.

## Produktion und Veröffentlichung
Im Jahr 2009 schrieb Yoko Ono das Gedicht My Hometown, das durch Tompkins und Levitan filmisch umgesetzt wurde. Die Illustrationen stammen von Rebecca Levitan. Erzählerin des Films ist Yoko Ono. My Hometown besitzt keine weiteren Dialoge. Der Film wird durch Yoko Onos Lied Remember Love musikalisch untermalt, das erstmals 1969 als B-Seite der Single Give Peace A Chance der Plastic Ono Band erschien. Die Bearbeitung des Liedes nahm Stefano D’Angelo vor.
Der Film erlebte im Juli 2011 auf dem Filmfestival Senza Frontiere im italienischen Spoleto seine Premiere. Im November 2011 wurde bekannt, dass die Academy of Motion Picture Arts and Sciences My Hometown als einen der 45 besten animierten Kurzfilme für die Long List der Oscars ausgewählt hat.